# Gammarus mucronatus
Gammarus mucronatus is een vlokreeftensoort uit de familie van de Gammaridae. De wetenschappelijke naam van de soort is voor het eerst geldig gepubliceerd in 1818 door Say.